# Reprezentacja Południowej Afryki w koszykówce mężczyzn
Reprezentacja Republiki Południowej Afryki w koszykówce mężczyzn – drużyna, która reprezentuje Republikę Południowej Afryki w koszykówce mężczyzn. Za jej funkcjonowanie odpowiedzialny jest Południowoafrykański Związek Koszykówki (BSA). 
Siedmiokrotnie brała udział w Mistrzostwach Afryki. W zawodach tych występuje nieprzerwanie od 1997 roku. Jej najlepszym osiągnięciem w tych zawodach było dwukrotne zajęcie 9. miejsca, w latach 1997 i 2003. 
Nigdy nie zakwalifikowała się do igrzysk olimpijskich i mistrzostw świata.

## Udział w imprezach międzynarodowych
- Mistrzostwa Afryki
  - 1997 – 9. miejsce[1]
  - 1999 – 12. miejsce[2]
  - 2001 – 12. miejsce[3]
  - 2003 – 9. miejsce[4]
  - 2005 – 12. miejsce[5]
  - 2007 – 13. miejsce[6]
  - 2009 – 15. miejsce[7]